# Liste der Baudenkmale in Fürstenberg (Weser)
In der Liste der Baudenkmale in Fürstenberg (Weser) sind die Baudenkmale der niedersächsischen Gemeinde Fürstenberg (Weser) im Landkreis Holzminden aufgelistet.

## Allgemein
In den Spalten befinden sich folgende Informationen:
- Lage: die Adresse des Baudenkmales und die geographischen Koordinaten. Kartenansicht, um Koordinaten zu setzen. In der Kartenansicht sind Baudenkmale ohne Koordinaten mit einem roten Marker dargestellt und können in der Karte gesetzt werden. Baudenkmale ohne Bild sind mit einem blauen Marker gekennzeichnet, Baudenkmale mit Bild mit einem grünen Marker.
- Bezeichnung: Bezeichnung des Baudenkmales
- Beschreibung: die Beschreibung des Baudenkmales. Unter § 3 Abs. 2 NDSchG werden Einzeldenkmale und unter § 3 Abs. 3 NDSchG Gruppen baulicher Anlagen und deren Bestandteile ausgewiesen.
- ID: die Objekt-ID des Baudenkmales
- Bild: ein Bild des Baudenkmales, ggf. zusätzlich mit einem Link zu weiteren Fotos des Baudenkmals im Medienarchiv Wikimedia Commons. Wenn man auf das Kamerasymbol klickt, können Fotos zu Baudenkmalen aus dieser Liste hochgeladen werden:

## Fürstenberg (Weser)
Baudenkmale im Gebiet der Gemeinde Fürstenberg (Weser).

### Gruppe: Domäne Fürstenberg
Die Gruppe „Domäne Fürstenberg“ hat die ID 26973129.

| Lage                                 | Bezeichnung        | Beschreibung    | ID       | Bild |
| ------------------------------------ | ------------------ | --------------- | -------- | ---- |
| Domäne 51° 43′ 55″ N, 9° 23′ 59″ O   | Scheune            |                 | 26967639 | BW   |
| Domäne 51° 43′ 54″ N, 9° 24′ 2″ O    | Wirtschaftsgebäude |                 | 26967657 | BW   |
| Domäne 51° 43′ 54″ N, 9° 24′ 0″ O    | Wirtschaftsgebäude |                 | 26967675 | BW   |
| Domäne 1 51° 43′ 56″ N, 9° 23′ 57″ O | Arbeiterwohnhaus   |                 | 26967711 | BW   |
| Domäne 2 51° 43′ 56″ N, 9° 24′ 2″ O  | Wohnhaus           | Pächterwohnhaus | 26967603 |      |
| Domäne 2 51° 43′ 57″ N, 9° 24′ 2″ O  | Waschküche         |                 | 26967621 | BW   |
| Domäne 2 51° 43′ 57″ N, 9° 24′ 1″ O  | Wohnhaus           |                 | 26967693 | BW   |
| Domäne 2 51° 43′ 56″ N, 9° 24′ 4″ O  | Gartenhaus         |                 | 26967801 | BW   |

### Gruppe: Porzellanmanufaktur Fürstenberg
Die Gruppe Porzellanmanufaktur Fürstenberg hat die ID 26973140.

| Lage                                              | Bezeichnung        | Beschreibung          | ID       | Bild           |
| ------------------------------------------------- | ------------------ | --------------------- | -------- | -------------- |
| Meinbrexener Straße 2 51° 43′ 53″ N, 9° 23′ 52″ O | Schloss (Bauwerk)  | Schloss Fürstenberg   | 26795215 | Weitere Bilder |
| Meinbrexener Straße 2 51° 43′ 52″ N, 9° 23′ 56″ O | Verwaltungsgebäude | Verwaltungsgebäude II | 26795250 | BW             |
| Meinbrexener Straße 2 51° 43′ 52″ N, 9° 23′ 56″ O | Pförtnerhaus       |                       | 26795300 | BW             |
| Meinbrexener Straße 2 51° 43′ 53″ N, 9° 23′ 55″ O | Verwaltungsgebäude | Verwaltungsgebäude I  | 26967729 |                |
| Meinbrexener Straße 2 51° 43′ 51″ N, 9° 23′ 54″ O | Verwaltungsgebäude | Kavalierhaus          | 26967747 |                |
| Meinbrexener Straße 2 51° 43′ 51″ N, 9° 23′ 56″ O | Torgebäude         | Amtsvogt-Haus         | 26967765 |                |
| Meinbrexener Straße 2 51° 43′ 51″ N, 9° 23′ 56″ O | Wohnhaus           |                       | 26967783 |                |
| Meinbrexener Straße 2 51° 43′ 51″ N, 9° 23′ 52″ O | Garten             | Terrassenanlage       | 26967837 |                |
| Meinbrexener Straße 2 51° 43′ 51″ N, 9° 23′ 55″ O | Wirtschaftsgebäude | Remise                | 43632730 |                |

### Einzeldenkmale
| Lage                                              | Bezeichnung      | Beschreibung                                                            | ID       | Bild           |
| ------------------------------------------------- | ---------------- | ----------------------------------------------------------------------- | -------- | -------------- |
| Hussmannplatz 51° 43′ 45″ N, 9° 24′ 6″ O          | Kirche (Bauwerk) | Christuskirche Fürstenberg                                              | 26967543 | Weitere Bilder |
| Hussmannplatz 51° 43′ 46″ N, 9° 24′ 8″ O          | Denkmal          | Hußmann-Pferd                                                           | 26967525 |                |
| Hussmannplatz 51° 43′ 47″ N, 9° 24′ 11″ O         | Denkmal          |                                                                         | 26967507 | BW             |
| Krugbrink 1 51° 43′ 50″ N, 9° 24′ 0″ O            | Kegelbahn        |                                                                         | 26967583 | BW             |
| Im Schloßgarten 1 51° 43′ 47″ N, 9° 23′ 58″ O     | Wohnhaus         |                                                                         | 26967563 | BW             |
| Klappenweg 2 51° 43′ 50″ N, 9° 24′ 16″ O          | Wohnhaus         | Laboratorium der Porzellanmanufaktur Fürstenberg                        | 26795073 | Weitere Bilder |
| Meinbrexener Straße 1 51° 43′ 51″ N, 9° 23′ 58″ O | Gaststätte       | Alter Krug                                                              | 26967857 | BW             |
| Neue Straße 31 51° 43′ 49″ N, 9° 24′ 13″ O        | Brennhaus        | Altes Brennhaus der Porzellanmanufaktur Fürstenberg                     | 26967879 | Weitere Bilder |
| Neuhäuser Straße 51° 43′ 43″ N, 9° 24′ 12″ O      | Kriegsmahnmal    |                                                                         | 26967819 | BW             |
| Von Langen Reihe 1 51° 43′ 45″ N, 9° 24′ 11″ O    | Arbeiterwohnhaus | Arbeiterwohnhäuser Von Langen-Reihe der Porzellanmanufaktur Fürstenberg | 26795362 | Weitere Bilder |